# 初恋、花冷え/悠々閑々 gonna be alright!!
「初恋、花冷え/悠々閑々 gonna be alright!!」（はつこい、はなびえ/ゆうゆうかんかん ゴナ・ビー・オールライト）は、2024年11月13日にアップフロントワークス（hachamaレーベル）から発売・および配信されたアンジュルムの18枚目のシングル。

## 概要
- 6期メンバーである川村文乃にとっては在籍時最後の参加シングル。
- 初回生産限定盤A・B・スペシャル（以下SP）、通常盤A・Bの5形態での発売。SPを含む初回生産限定盤はCD+Blu-ray Disc、通常盤はCDのみの商品構成。通常盤の初回仕様のみ、トレーディングカードのソロ10種+集合1種よりランダムにて1枚封入（通常盤Aは「初恋、花冷え」Ver.、通常盤Bは「悠々閑々 gonna be alright!!」Ver.）。
- 初回生産限定盤SPのみ、アディショナルトラックとして「うれしいのにね、泣けちゃうわ」が収録される。

## 収録曲

### 初回生産限定盤A・B・通常盤A・B
1. 初恋、花冷え
作詞：山崎あおい、作曲・編曲：KOUGA
2. 悠々閑々 gonna be alright!!
作詞：イイジマケン、作曲・編曲：炭竃智弘
3. 初恋、花冷え（Instrumental）
4. 悠々閑々 gonna be alright!!（Instrumental）

### 初回生産限定盤SP
1. 初恋、花冷え
2. 悠々閑々 gonna be alright!!
3. うれしいのにね、泣けちゃうわ【Additional Track】
作詞：山崎あおい、作曲・編曲：KOUGA
4. 初恋、花冷え（Instrumental）
5. 悠々閑々 gonna be alright!!（Instrumental）
6. うれしいのにね、泣けちゃうわ（Instrumental）

### 初回限定盤Blu-ray Disc
- A
  - 初恋、花冷え（Music Video）
  - 初恋、花冷え（Dance Shot Ver.）
  - 初恋、花冷え（メイキング映像）

- B
  - 悠々閑々 gonna be alright!!（Music Video）
  - 悠々閑々 gonna be alright!!（Dance Shot Ver.）
  - 悠々閑々 gonna be alright!!（メイキング映像）

- SP（「ROCK IN JAPAN FESTIVAL 2024 (2024年8月12日 千葉市蘇我スポーツ公園)）
  - OPENING
  - 愛すべきべき Human Life
  - MC
  - メドレー（新・日本のすすめ! ⇒ マナーモード ⇒ 46億年LOVE ⇒ 有頂天LOVE ⇒ 夢見る 15歳）
  - 私、ちょいとカワイイ裏番長
  - MC
  - 夏将軍
  - 大器晩成

## リリース日一覧
| 地域 | リリース日     | レーベル               | 規格                          | カタログ番号                        |
| ---- | -------------- | ---------------------- | ----------------------------- | ----------------------------------- |
| 日本 | 2024年11月13日 | hachama/UP-FRONT WORKS | CDマキシシングル+Blu-ray Disc | HKCN-50818〜9（初回生産限定盤A）    |
| 日本 | 2024年11月13日 | hachama/UP-FRONT WORKS | CDマキシシングル+Blu-ray Disc | HKCN-50820〜21（初回生産限定盤B）   |
| 日本 | 2024年11月13日 | hachama/UP-FRONT WORKS | CDマキシシングル+Blu-ray Disc | HKCN-50822〜23（初回生産限定盤SP）  |
| 日本 | 2024年11月13日 | hachama/UP-FRONT WORKS | CDマキシシングル              | HKCN-50824（通常盤A）               |
| 日本 | 2024年11月13日 | hachama/UP-FRONT WORKS | CDマキシシングル              | HKCN-50825（通常盤B）               |
| 日本 | 2024年11月13日 | hachama/UP-FRONT WORKS | ダウンロードシングル          | HKCN-50822（LC-AAC・44.1kHz/16bit） |
| 日本 | 2024年11月13日 | hachama/UP-FRONT WORKS | ダウンロードシングル          | HKCN-50822-HR（FLAC・96kHz/24bit）  |

## 参加メンバー
- 4期：上國料萌衣
- 6期：川村文乃
- 7期：伊勢鈴蘭
- 8期：橋迫鈴
- 9期：川名凜、為永幸音、松本わかな
- 10期：平山遊季
- 11期：下井谷幸穂、後藤花